# 孝里铺河
孝里铺河，位于中华人民共和国山东省济南市的一条黄河支流。

## 流域
孝里铺河呈自然冲沟状，为季节性河流，发源于北黄崖以南的大峰山，于王坡处流入黄河，全长13.5公里，汇流面积108平方公里:220。